# Tomáš Satoranský
Tomáš Satoranský (Praga, 30 d'octubre de 1991), és un jugador de bàsquet txec. Mesura 2,01 metres, i juga en la posició de base. Va ser escollit en segona ronda del Draft de l'NBA del 2012 amb el número 32. Pertany a la plantilla del FC Barcelona.

## Carrera esportiva
Després de jugar entre 2009 o 2014 al CB Sevilla, el FC Barcelona el va fitxar el juliol de 2014, per un traspàs d'uns 150.000 euros, per compartir la direcció de l'equip amb Marcelinho Huertas, tenint en compte que ni Víctor Sada ni Jacob Pullen no havien estat renovats.
El juliol de 2016 va comunicar al club català que pagaria la clàusula de rescissió del seu contracte per firmar amb els Washington Wizards de l'NBA, on hi ha jugat en dues etapes (2016–2019 i 2022). També ha estat jugador dels Chicago Bulls (2019–2021), New Orleans Pelicans (2021–2022) i San Antonio Spurs (2022).
L'estiu del 2022, va tornar a fitxar pel FC Barcelona, amb el qual es proclamà campió de la Lliga ACB durant la temporada 2022-2023.

## Internacional
Internacional en categories inferiors per la República Txeca, va ajudar el seu equip a donar el salt de la Divisió B a l'A el 2006 com a campions en categoria cadet. En l'Eurobasket U-16 en Rethimnon'07 va fer de mitjana 15 punts, 12,3 rebots, 4,7 assistències i 1,7 robatoris de pilota.
El 2008 va liderar la selecció júnior a aconseguir la medalla d'argent en l'Europeu B de la categoria disputat a Hongria, essent nomenat MVP mercès dels seus 16,1 punts, 7,3 rebots i 6,4 assistències. També va participar en l'Adidas Nations Camp a Dallas.
Convidat per la selecció txeca absoluta per participar en la classificació per a l'Eurobasket de Polònia, va explotar aconseguint 9 punts, 3 rebots i 2,2 assistències de mitjana en els 5 partits disputats (26,8 minuts de joc). Fiba Europe el va incloure en la llista a nominats com a millor jugador jove de 2008.